# Hornius grandis
Hornius grandis là một loài côn trùng trong họ Chrysomelidae. Loài này được Philippi & Phillipi miêu tả khoa học đầu tiên năm 1864.
Đây là loài gây hại của cây Nothofagus dombeyi, phát triển phổ biến ở Chile.